# Towarzystwo Szkoły Białoruskiej
Towarzystwo Szkoły Białoruskiej (biał. Таварыства беларускай школы, TBS) – białoruska instytucja oświatowo-kulturalna działająca na wschodnich obszarach Polski w latach 1921–1937.

## Historia
Towarzystwo powstało 7 grudnia 1921 w Radoszkowiczach z inicjatywy Bronisława Taraszkiewicza, łącząc się z działającą krótko Wileńską Centralną Radą Szkolną. Jego siedzibą stało się Wilno. Początkowo działało jedynie na terytorium Litwy Środkowej, zaś po jej przyłączeniu do Polski w kwietniu 1922 stopniowo rozwinęło działalność na wszystkie białoruskie ziemie II RP. Statutowym celem organizacji było krzewienie i popieranie oświaty białoruskiej poprzez: zakładanie szkół ludowych, seminariów nauczycielskich, organizowanie kursów dla analfabetów, zakładanie szkół średnich i wyższych, tworzenie domów ludowych dla celów oświatowych, urządzanie odczytów i wykładów, wydawanie i rozpowszechnianie podręczników białoruskich oraz czasopism naukowych, udzielanie młodzieży szkolnej stypendiów, zapomóg i innej pomocy. Statut został jednak zatwierdzony przez polskie władze dopiero w 1926.
Na czele TBS stanął Arkadź Smolicz, zaś w jego kierownictwie znaleźli się m.in. białoruscy parlamentarzyści i członkowie Białoruskiego Komitetu Narodowego w Wilnie, co nadało tej organizacji charakteru politycznego. Do najaktywniejszych działaczy należeli Fabian Akińczyc, Franciszak Alachnowicz, Radosłau Ostrouski, Barys Rahulia, ksiądz Adam Stankiewicz, Fabian Jaremicz, Feliks Stackiewicz, Mikoła Marcinczyk, Mitrofan Kepel, Grzegorz Szyrma, Michał Piatkiewicz, Ihnat Dwarczanin, Symon Rak-Michajłouski, Piotr Miatła, Jazep Haurylik, Maksim Harecki, Alaksandar Ułasau, Uładzimir Samojła, Anton Łuckiewicz, Jazep Drazdowicz, Paweł Żauryd, Michał Kachanowicz, Pilip Kiziewicz, Iwan Kraskouski, Paweł Krynczyk, Alena Łabeckaja, Pilip Piestrak, Siargiej Paulowicz, Flegant Wałyniec, Jan Hrecki. Środki na działalność TSB pochodziły z miesięcznych składek członkowskich, dobrowolnych datków, zapisów i darowizn, dochodów z odczytów i pogadanek. Datki dawali też zamożniejsi członkowie organizacji. Członkami Towarzystwa mogły zostać osoby fizyczne i prawne zgromadzone w kołach i szkolnych radach okręgowych. Naczelnym organem TBS wybieranym przez walne zgromadzenie członków była Centralna Rada Szkolna zarządzająca majątkiem Towarzystwa. Istniało 12 zarządów okręgowych TBS w Baranowiczach, Białymstoku, Wilejce, Grodnie, Głębokim, Kosowie, Lidzie, Nowogródku, Słonimie, Świsłoczy i Wilnie. Organizacja przeprowadzała różnorodne akcje propagujące szkolnictwo białoruskie, subsydiowała kilka białoruskich szkół powszechnych i gimnazjum w Wilnie, wspierała drukowanie podręczników dla nich, organizowała kursy i seminaria pedagogiczne dla nauczycieli Białorusinów, zakładała biblioteki i czytelnie, wydawała swoje pisma, np. „Летапіс Таварыства беларускай школы”.
Pod koniec 1926 organizacja została opanowana przez działaczy Białoruskiej Włościańsko-Robotniczej Hromady (co odbiło się także w rozkładzie wpływów politycznych w Białoruskim Komitecie Narodowym w Wilnie, gdzie do zarządu weszli aktywiści BWRH). W rezultacie nastąpił silny wzrost liczby terenowych kół TBS, na czele których często stali przewodniczący lokalnych struktur Hromady. Wzrosło też jego znaczenie wśród ludności białoruskiej. Likwidacja Hromady spowodowała czasowe osłabienie działalności Towarzystwa, lecz wkrótce ponownie doszło do jego wzrostu. W 1928 osiągnęło ono ok. 30 tys. członków skupionych w ok. 500 kołach terenowych. Powiązania z Hromadą doprowadziły jednocześnie do pojawienia się tendencji komunistycznych w kierownictwie TBS. Ich wzrost spowodował pierwsze kontrakcje ze strony polskich władz, jak zawieszenie w sierpniu 1928 Zarządu Centralnego TBS. Pod wpływem Komunistycznej Partii Zachodniej Białorusi (KPZB) Towarzystwo zaangażowało się mocno w działalność polityczną. W czasie kampanii wyborczej w 1928 poparło kandydatów Centralnego Wyborczego Komitetu Białoruskiego Włościańsko-Robotniczego Zjednoczenia „Zmahanie” za Interesy Włościan i Robotników, a następnie utworzony w Sejmie jego klub poselski.
Ingerencje polskich władz i rosnące wpływy komunistyczne doprowadziły do rozłamu w kierownictwie TBS na 2 frakcje. Pierwsza z nich, reprezentowana przez R. Ostrouskiego i jego zwolenników, uważała, że Towarzystwo powinno się zajmować tylko działalnością kulturalno-oświatową. Druga frakcja, radykalna, na czele z I. Dwarczaninem, opowiadała się za utrzymaniem politycznego charakteru działalności Towarzystwa. Rozbieżność poglądów spowodowała, że dotychczasowy Zarząd Główny TBS złożył mandaty. Do czasu nowych wyborów organizacją kierowała Tymczasowa Komisja, zajmująca się przygotowaniem zjazdu. Ulegając namowom posłów „Zmahania” większość terenowych kół TBS nie uznała władzy Komisji. Część struktur organizacyjnych dostała się pod wpływy Komunistycznej Partii Zachodniej Białorusi, co stworzyło pretekst do ich likwidacji przez polskie władze. Posłowie „Zmahania” w walce o całkowite opanowanie TSB postanowili w 1929 r. zwołać zjazd, podczas którego miano dokonać wyboru nowego Zarządu Centralnego. Gdy władze nie udzieliły na niego pozwolenia, postanowiono, że 19 maja odbędzie się zjazd nielegalny. Pomimo tego, że nie doszedł do skutku z powodu utrudniania wielu delegatom z prowincji przyjazdu do Wilna, grupa działaczy TSB, pozostająca pod wpływem posłów „Zmahania”, podczas nielegalnego zebrania dokonała wyboru Zarządu Centralnego. W jego skład weszli: F. Stackiewicz, M. Marcinczyk, M. Kepel oraz posłowie Dworczanin, F. Wałyniec, J. Hrecki, P. Krynczyk i Hawrylik. Podjęto rezolucję wzywającą wszystkie zarządy okręgowe do walki z dotychczasowym kierownictwem TSB. Jednocześnie nowe władze, chcąc jak najszybciej zakończyć okres dwuwładzy, doprowadziły 9 lipca 1929 r. do zwołania zjazdu TSB, który do Zarządu Centralnego wybrał: F. Steckiewicza, M. Marcinczyka, M. Kepela, M. Pietkiewicza, R. Szyrmę oraz posłów: F. Wałyńca, Dworczanina, J. Hreckiego i P. Krynczyka. Zjazd podjął również rezolucję mówiącą, że podstawą działalności dla TSB są zadania o charakterze kulturalno-oświatowym. Okazało się to jednak niemożliwe, gdyż po likwidacji przez polskie władze „Zmahania”, do przyjęcia władzy w Zarządzie Centralnym zaczęli dążyć komuniści. Konflikty w kierownictwie Towarzystwa doprowadziły do podupadnięcia kulturalno-oświatowej roli TBS. Wykorzystała to KPZB, opanowując na początku lat 30. wiele kół terenowych, głównie w województwach poleskim i nowogródzkim. W odpowiedzi polskie władze zlikwidowały ich działalność.
W ten sposób zasięg działań Towarzystwa poważnie się zmniejszył. Wiele istniejących struktur terenowych było nękanych ciągłymi rewizjami i okresowymi zawieszeniami działalności. Na początku 1932 liczba członków TSB spadła do ok. 8 tys., a wielu z nich przestało opłacać składki. Lokalnym zarządom zaczęło brakować pieniędzy na utrzymanie lokali i wynagrodzenia instruktorów. Wskutek małej aktywności Zarządu Centralnego TSB nie odbył się zjazd planowany na 1932. Pod koniec 1933 największa liczba kół terenowych działała w województwie białostockim. Na terenie pozostałych województw północno-wschodnich struktury Towarzystwa zostały zawieszone lub zdelegalizowane. Działał natomiast Zarząd TSB w Wilnie. Na początku 1934 próbował z małym skutkiem odbudować wpływy na terenie województwa wileńskiego.
Próbując wzmocnić swoją pozycję Towarzystwo nawiązało współpracę z Białoruskim Instytutem Gospodarki i Kultury z siedzibą w Warszawie. Efektem porozumienia było wydanie wspólnych odezw skierowanych do ludności białoruskiej, nawołujących do przeprowadzenia tzw. plebiscytu szkolnego. Akcja na rzecz szkolnictwa białoruskiego przybrała wkrótce większe rozmiary. Nadzorował ją utworzony przez obie instytucje Sekretariat Szkolny. Kolejnym przejawem działalności było wydanie 16 czerwca 1936 przez Sekretariat jednodniówki „Za szkołę białoruską”, informującej Białorusinów o szykanach ze strony polskich władz szkolnych. Pismo zostało jednak skonfiskowane przez policję. Wszystkie te działania zaniepokoiły polskie władze. Uznały one, że obie instytucje tworzące Sekretariat działają pod wpływem czynników komunistycznych, zagrażając bezpieczeństwu publicznemu. W rezultacie w listopadzie 1936 dokonano rewizji w mieszkaniach wielu działaczy TBS, a w grudniu tego roku jego działalność została zawieszona. 22 stycznia 1937 polskie władze podjęły ostatecznie decyzję o rozwiązaniu Towarzystwa.
22 marca 1996 na Białorusi powstało Republikańskie Państwowe Zrzeszenie „Towarzystwa Szkoły Białoruskiej”, nawiązujące do tradycji instytucji z okresu międzywojennego.